# Ernst Christoph von Kaunitz-Rietberg

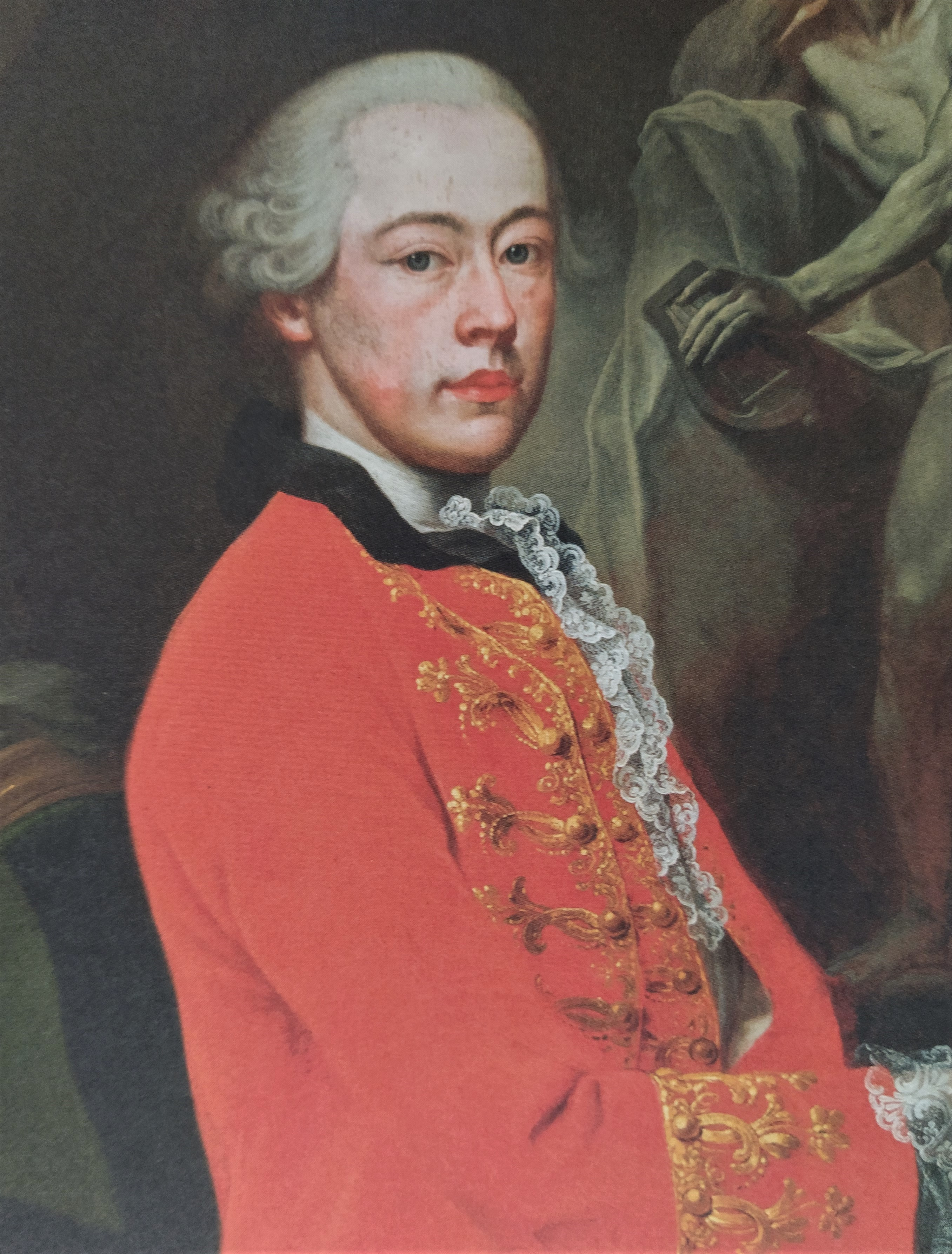
Ernst Christoph von Kaunitz-Rietberg

Ernst Christoph Graf von Kaunitz-Rietberg (seit 1794 Fürst) (* 6. Juni 1737 in Wien; † 19. Mai 1797 ebenda) war Landeshauptmann in Mähren, kaiserlicher Hofbeamter und Diplomat.

## Leben
Er stammte aus dem mährischen Adelsgeschlecht Kaunitz und war der erste Sohn von Wenzel Anton Kaunitz und der Maria Ernestine (geb. von Starhemberg). Kaunitz heiratete 1761 Maria Leopoldine Elisabeth Prinzessin von Oettingen-Spielberg, eine Tochter des Fürsten Johann Aloys I. zu Oettingen-Spielberg. Aus der Ehe ging die Tochter Eleonore (auch Maria Eleonore genannt) hervor, die später Klemens Wenzel Lothar von Metternich heiratete.
Kaunitz trat in kaiserliche Dienste ein und wurde 1762 Reichshofrat. In den Jahren 1763 und 1770 war er Botschafter im Königreich Neapel. Zuvor war er 1769 kaiserlicher Botschafter anlässlich der Wahl von Papst Clemens XIV. in Rom. Zwischen 1770 und 1772 war er Landeshauptmann von Mähren. Danach war er Generalhofbaudirektor und Obersthofmarschall. Er war einer engsten persönlichen Vertrauten von Joseph II. und leistete diesem fast täglich Gesellschaft. Der Kaiser nahm ihn in den Orden vom Goldenen Vlies auf. Nach dem Tod seines Vaters 1794 erbte er dessen Fürstentitel und wurde auch Graf von Rietberg. Diese Position hatte er allerdings bis zu seinem eigenen Tod nur wenige Jahre inne. Erbe wurde sein Bruder Dominik Andreas von Kaunitz-Rietberg. Kaunitz war ein großer Anhänger und Förderer der Musik von Wolfgang Amadeus Mozart.